# György
György et Györgyi sont des prénoms hongrois, respectivement masculin et féminin.

## Équivalents
György est l'équivalent du prénom masculin Georges.
La forme féminine, Györgyi, en est dérivée au XIXe siècle, à l'origine sous la forme Györgyike, pour magyariser le prénom Georgina.

## Personnalités portant ce prénom
Pour l'ensemble des articles sur les personnes portant ce prénom, consulter les listes produites automatiquement : Tous les articles commençant par « György ». Tous les articles commençant par « Györgyi ».
Notamment
- György Albert
- György Bakcsi
- György Bánffy
- György Bognár
- György Csányi
- György Cziffra
- György Dózsa
- György Dragomán
- György Ekrem-Kemál
- György Faludy
- György Gál
- György Garics
- György Gedó
- György Guczoghy
- György Hamar, un géologue et paléontologue norvégien
- György Kalmár
- György Kolonics
- György Konrád
- György Kósa
- György Kovásznai
- György Kozmann
- György Kulin
- György Kurtág
- György Lázár
- György Lehel
- György Ligeti
- György Lukács
- György Matolcsy
- György Medveczky, dit Diourka Medveczky (1930-2018), artiste vivant en France à partir de 1948
- György Melis
- György Mezey
- György Molnár
- György Orth
- György Pálfi
- György Pauk
- György Petri
- György Piller
- György Ránki
- György Révész
- György Sándor
- György Sárközi
- György Sárosi
- Gyorgy Sebestyen
- György Sebök
- György Száraz
- György Sztantics
- György Szűcs